# Plenismus
Plenismus (von plenus lat. voll) ist eine naturphilosophische Theorie, nach der das reine Nichts nicht existiert. Im Altertum wurde diese Auffassung z. B. von Empedokles, Anaxagoras, Plato und Aristoteles, in der Neuzeit von René Descartes (1596–1650) und Gottfried Wilhelm Leibniz (1646–1716) vertreten. Nach Vorstellung der Plenisten ist die Welt kontinuierlich angefüllt mit Materie, einen leeren Raum gibt es nicht. Aristoteles widerspricht damit den Atomisten und vermutet nicht nur, dass der Raum mit Seiendem angefüllt sei, sondern dass die Natur Abscheu vor dem Vakuum habe. Philosophisch gesehen entfällt damit auch die Frage nach der Entstehung der Welt, die dann nur noch über sich ständig wandelnde Zustände definiert ist, nicht aber durch einen Schöpfungsakt aus dem Nichts (Creatio ex nihilo), wie etwa durch Gott im Christentum.